# Балановская, Леонида Николаевна
Леони́да Никола́евна Балано́вская (в замужестве — Экскузович; 26 октября [7 ноября] 1883, Шпола, Киевская губерния — 28 августа 1960, Москва) — русская и советская оперная певица (сопрано), вокальный педагог.

## Биография
Родилась в семье бухгалтера; детство провела в Елисаветграде. Обучалась музыке у матери-пианистки. Окончила Петербургскую консерваторию (класс С. Н. Цехановской). Дебютировала в Петербурге в партии Джоконды (одноимённая опера А. Понкьелли, 1905, антреприза А. А. Церетели). В 1906—1907 годы пела в Мариинском театре (дебют — Валентина в «Гугенотах» Дж. Мейербера). В 1907—1908 годы выступала в Киеве (антреприза С. В. Брыкина). В 1908—1919 и 1925—1926 годах — солистка Большого театра. Гастролировала во Франции (1911—1912, 1914), Англии и Австрии (1914).
В 1910—1917 годах участвовала в деятельности музыкально-драматического товарищества «Кобзарь» (Москва), где исполняла романсы Н. В. Лысенко и Я. С. Степового, украинские народные песни. В 1911 году сыграла Хозяйку в пьесе «Назар Стодоля» Т. Г. Шевченко.
Пела в опере в Севастополе (1919—1922), в Ростове-на-Дону (1922), в Сибирской опере (Омск, 1923—1924), в Харьковской опере (1926—1933). Гастролировала с концертами в Казани (1924), Самаре, по Сибири и Дальнему Востоку, в Китае (1925—1926).
Одновременно с 1921 года преподавала: в Севастопольском музыкальном училище (1921—1922), Минском музыкальном техникуме (1924), Харьковском музыкально-драматическом институте (1927—1933). В 1933—1935 годах заведовала вокальной кафедрой Бакинской консерватории, в 1935—1955 годы преподавала в Московской консерватории (с 1941 — профессор). Также преподавала в музыкальном училище при Московской консерватории (с 1935), была педагогом хора в Большом театре (1944—1948). В числе её учениц — А. Г. Соленкова, Н. Добролюбова.
Жена театрального деятеля Ивана Васильевича Экскузовича.

## Творчество
Обладала голосом обширного диапазона, что позволяло легко преодолевать тесситурные трудности.
Партнёрами Л. Н. Балановской на сцене были И. А. Алчевский, П. З. Андреев, К. Е. Антарова, Г. А. Бакланов, А. В. Богданович, А. П. Боначич, Г. А. Боссе, Н. Г. Горчаков, А. И. Добровольская, И. В. Ершов, Л. М. Клементьев, А. М. Лабинский, В. А. Лосский, С. И. Мигай, А. В. Нежданова, Л.Образцов, В. Р. Петров, Г. С. Пирогов, Л. Ф. Савранский, Л. В. Собинов, В. С. Тютюнник, П. П. Фигуров, Ф. И. Шаляпин.
Пела под управлением У. И. Авранека, Э. А. Купера, С. А. Кусевицкого, Э. Ф. Направника, А. Никиша, Й. Позена, В. И. Сафонова, В. И. Сука.
Её репертуар включал около 40 оперных партий (сопрановых и меццо-сопрановых), а также вокальные партии в симфонических произведениях (Маргарита в «Осуждении Фауста» Г. Берлиоза), произведения М. П. Мусоргского и Р.Вагнера.

### Избранные оперные партии
- Наташа («Русалка» А. С. Даргомыжского)
- Марина Мнишек («Борис Годунов» М. П. Мусоргского)
- Ганна («Майская ночь» Н. А. Римского-Корсакова) — первая исполнительница в Большом театре (1909)[1]
- Царица Милитриса («Сказка о царе Салтане» Н. А. Римского-Корсакова) — первая исполнительница в Большом театре (1913)[1]
- Купава («Снегурочка» Н. А. Римского-Корсакова)
- Феврония («Сказание о невидимом граде Китеже и деве Февронии» Н. А. Римского-Корсакова)
- Поппея Сабина («Нерон» А. Г. Рубинштейна)
- Оксана («Черевички» П. И. Чайковского)
- Мария («Мазепа» П. И. Чайковского)
- Татьяна; Ольга («Евгений Онегин» П. И. Чайковского)
- Полина; Лиза («Пиковая дама» П. И. Чайковского)
- Франческа («Франческа да Римини» С. В. Рахманинова)
- Кармен (одноимённая опера Ж. Бизе)
- Мюзетта («Богема» Дж. Пуччини)
- Аида; Амнерис («Аида» Дж. Верди)
- Амелия («Бал-маскарад» Дж. Верди)
- Леонора («Трубадур» Дж. Верди)
- Валентина («Гугеноты» Дж. Мейербера)
- Джоконда (одноимённая опера А. Понкьелли)
- Кундри («Парсифаль» Р.Вагнера) — первая исполнительница в России (1906, концертное исполнение)[1]
- Изольда («Тристан и Изольда» Р. Вагнера)
- Брунгильда («Гибель богов» Р. Вагнера) — первая исполнительница в Большом театре (1911)[1]
- Брунгильда («Зигфрид» и «Валькирия» Р. Вагнера)
- Ортруда («Лоэнгрин» Р. Вагнера)
- Венера («Тангейзер» Р. Вагнера) — первая исполнительница в Советской России (2-я редакция автора, 1919)[1]
- Гермиона («Зимняя сказка» К. Гольдмарка) — первая исполнительница в России (1909)[1]

### Дискография
В 1913 году на 6 грампластинок (Москва, «Пате») в исполнении Л. Н. Балановской были записаны арии из опер Н. А. Римского-Корсакова, Дж. Верди, А.Понкьелли и Р.Вагнера, из которых сохранилась одна — «Смерть Изольды» (из 3-го действия оперы «Тристан и Изольда»). Запись воспроизведена в последующих изданиях:
- Леонида Балановская: сопрано. Григорий Пирогов : бас. Иван Грызунов : баритон. Антон Боначич : тенор. — Москва : Мелодия, 1983. — 1 грп. — (Из сокровищницы мирового исполнительского искусства ; Ч. 4. Вокалисты)[3][4]